# Providencia, Nariño
Providencia là một khu tự quản thuộc tỉnh Nariño, Colombia. Thủ phủ của khu tự quản Providencia đóng tại Providencia Khu tự quản Providencia có diện tích 42 ki lô mét vuông. Đến thời điểm ngày 28 tháng 5 năm 2005, khu tự quản Providencia có dân số 9474 người.